# سارو (كانتابريا)
بلدية سارو (بالإسبانية: Saro)‏، هي إحدى بلديات منطقة كانتابريا, المصنفة على أنها مقاطعة أيضاً، في شمال إسبانيا.
يبلغ عدد سكانها 532 نسمة وفقاً لإحصائية سنة (2002).